# Pablo Bennevendo
Pablo Bennevendo Peña (Ciudad de México, México, 3 de enero de 2000) es un futbolista mexicano. Juega de defensa y su equipo actual es el Club Universidad Nacional de la Primera División de México.

## Trayectoria

### Club Universidad Nacional

#### Liga de Expansión MX
El 30 de julio de 2021 debutó en la segunda categoría del fútbol mexicano con los Pumas Tabasco, enfrentando a los Alebrijes de Oaxaca; el partido culminó en un empate a cero goles.

#### Primera División
Debutó, en la Primera División de México, el 12 de septiembre de 2021, de la mano de Andrés Lillini, en el 0 a 0 del Club Universidad Nacional contra el Guadalajara.